# 캘리포니아 대학교 샌프란시스코
캘리포니아 대학교 샌프란시스코(University of California, San Francisco)는 미국 캘리포니아주 샌프란시스코에 위치한 의학 중심 대학이다. 캘리포니아 대학교의 캠퍼스 중 유일하게 대학원만을 운용하고 있다. 의학전문대학원, 치의학전문대학원, 약학전문대학원, 간호학전문대학원, 일반대학원과 대학병원으로 이루어져있으며, 의학관련 임상 및 연구로 미국 내에서 최고로 평가받고 있다.
UCSF 메디컬센터는 《U.S. 뉴스 & 월드 리포트》에서 매년 선정하는 미국 내 병원 순위에서 항상 톱 10 이내에 오를 정도로 높은 평가를 받고 있으며, AIDS 전문의료기관으로써 미국에서 1위를 차지하고 있다.
UCSF 교수진 중 5명이 노벨상 수상자이며, 그들의 연구는 암, 퇴행성 뇌질환, 노화, 줄기세포 등 다양한 분야에 기여를 했다.
북가주를 대표하는 명문 주립대학인 UC Davis, UC Berkeley의 졸업생들이 UCSF 의과대학원에 지원하는 경우가 많다.

## 관련 인물
- 존 마이클 비숍
- 해럴드 엘리엇 바머스
- 스탠리 프루지너
- 엘리자베스 블랙번
- 야마나카 신야